# Hội liên hiệp Địa lý Quốc tế
Hội liên hiệp Địa lý Quốc tế, viết tắt theo tiếng Anh là IGU (International Geographical Union) hoặc theo tiếng Pháp là UGI (Union géographique internationale) là một tổ chức phi chính phủ quốc tế hoạt động trong lĩnh vực nghiên cứu Địa lý học và ứng dụng của nó.
IGU thành lập năm 1922, và là thành viên liên hiệp khoa học của Hội đồng Khoa học Quốc tế (ISC) , và của Hội đồng Quốc tế về Khoa học (ICSU) trước đây , và thành viên liên hiệp của Hội đồng Khoa học Xã hội Quốc tế (ISSC).
IGU có Cơ sở lưu trữ tài liệu tại Villa Celimontana ở Rome từ năm 2002.

## Lịch sử
Đại hội quốc tế Địa lý đã được tổ chức thường xuyên từ năm 1871, đầu tiên tại Antwerp. IGU chính được thành lập năm 1922 tại Brussels, và năm sau nó trở thành thành viên của Hội đồng Nghiên cứu Quốc tế (IRC).
Các hội nghị khu vực đầu tiên của IGU được tổ chức từ 1955.
Năm 1964 đã có một sự hợp tác chặt chẽ với Hiệp hội Bản đồ Quốc tế, được công bố ở tạp chí IGU Bulletin. Tuy nhiên từ 1980 hợp tác giảm.

## Mục tiêu
Mục tiêu chính của IGU 
1. Thúc đẩy việc nghiên cứu các vấn đề địa lý;
2. Khởi xướng và hợp tác quốc tế nghiên cứu địa lý có yêu cầu phối hợp, và thúc đẩy thảo luận khoa học và công bố;
3. Đảm bảo sự tham gia của các nhà địa lý trong công việc của các tổ chức quốc tế có liên quan;
4. Tạo thuận lợi cho việc thu thập và phổ biến các dữ liệu địa lý và tài liệu trong và giữa tất cả các nước thành viên;
5. Thúc đẩy kỳ Đại hội địa lý quốc tế, các hội nghị khu vực và hội nghị chuyên đề chuyên môn liên quan đến các mục tiêu của Liên đoàn;
6. Tham gia vào mọi hình thức thích hợp khác trong hợp tác quốc tế với chủ đích việc thúc đẩy nghiên cứu và ứng dụng về địa lý;
7. Thúc đẩy tiêu chuẩn hóa quốc tế hay khả năng tương thích của phương pháp, danh pháp, và các ký hiệu sử dụng trong địa lý.

## Các ủy ban
Các ủy ban
- C12.01.	Applied Geography
- C12.02.	Arid Lands, Humankind, and Environment
- C12.03.	Biogeography and Biodiversity
- C12.04.	Climatology
- C12.05.	Coastal Systems
- C12.06.	Cold Region Environments
- C12.07.	Cultural Approach in Geography
- C12.08.	Dynamics of Economic Spaces
- C12.09.	Environment Evolution
- C12.10.	Gender and Geography
- C12.11.	Geographical Education
- C12.12.	Geographical Information Science
- C12.13.	Geography of Governance
- C12.14.	Geography of the Global Information Society
- C12.15.	Geography of Tourism, Leisure, and Global Change
- C12.16.	Geoparks
- C12.17.	Global Change and Human Mobility
- C12.18.	Hazard and Risk
- C12.19.	Health and Environment
- C12.20.	History of Geography
- C12.21.	Indigenous Knowledges and Peoples' Rights
- C12.22.	Islands
- C12.23.	Karst
- C12.24.	Land Degradation and Desertification
- C12.25.	Landscape Analysis and Landscape Planning
- C12.26.	Land Use and Land Cover Change
- C12.27.	Latin American Studies
- C12.28.	Local and Regional Development
- C12.29.	Marginalization, Globalization, and Regional and Local Responses
- C12.30.	Mediterranean Basin
- C12.31.	Modeling Geographical Systems
- C12.32.	Mountain Response to Global Change
- C12.33.	Political Geography
- C12.34.	Population Geography
- C12.35.	Sustainability of Rural Systems
- C12.36.	Toponymy (Jointly with International Cartographic Association)
- C12.37.	Transformation Processes in Megacities
- C12.38.	Transport and Geography
- C12.39.	Urban Commission: Urban Challenges in a Complex World
- C12.40.	Water Sustainability
- C12.41.	Geomorphology and Society
- T12.01.	Olympiad

## Điều hành
Các đại hội (IGC, International Geographical Congress) hiện được tổ chức 4 năm một lần.
| Nr. | IGC      | Tại            | Nhiệm kỳ  | Chủ tịch                           |
| --- | -------- | -------------- | --------- | ---------------------------------- |
| 35. | IGC 2024 | Dublin         | 2024-     |                                    |
| 34. | IGC 2020 | Istanbul       | 2020-2024 | Michael Meadows                    |
| 33. | IGC 2016 | Bắc Kinh       | 2016-2020 | Yukio Himiyama                     |
| 32. | IGC 2012 | Cologne        | 2012-2016 | Vladimir Aleksandrovich Kolosov    |
| 31. | IGC 2008 | Tunis          | 2008-2012 | Ronald Francis Abler               |
|     |          |                | 2006-2008 | José Palacio-Prieto, tạm quyền     |
| 30. | IGC 2004 | Glasgow        | 2004-2006 | Adalberto Vallega, chết khi tại vị |
| 29. | IGC 2000 | Seoul          | 2000-2004 | Anne Buttimer                      |
| 28. | IGC 1996 | The Hague      | 1996-2000 | Bruno Messerli                     |
| 27. | IGC 1992 | Washington DC  | 1992-1996 | Herman Th. Verstappen              |
| 26. | IGC 1988 | Sydney         | 1988-1992 | Roland J. Fuchs                    |
| 25. | IGC 1984 | Paris          | 1984-1988 | Peter Scott                        |
| 24. | IGC 1980 | Tokyo          | 1980-1984 | Akin L. Mabogunje                  |
| 23. | IGC 1976 | Moskva         | 1976-1980 | Michael J. Wise                    |
| 22. | IGC 1972 | Montréal       | 1972-1976 | Jean Dresch                        |
| 21. | IGC 1968 | New Delhi      | 1968-1972 | Stanisław Leszczycki               |
| 20. | IGC 1964 | London         | 1964-1968 | Shiba P. Chatterjee                |
| 19. | IGC 1960 | Stockholm      | 1960-1964 | Carl Troll                         |
| 18. | IGC 1956 | Rio de Janeiro | 1956-1960 | Hans W. Ahlmann                    |
| 17. | IGC 1952 | Washington DC  | 1952-1956 | L. Dudley Stamp                    |
| 16. | IGC 1949 | Lisbon         | 1949-1952 | George B. Cressey                  |
| 15. | IGC 1938 | Amsterdam      | 1938-1949 | Emmanuel de Martonne               |
| 14. | IGC 1934 | Warsaw         | 1934-1938 | Sir Charles Close                  |
| 13. | IGC 1931 | Paris          | 1931-1934 | Isaiah Bowman                      |
| 12. | IGC 1928 | Cambridge      | 1928-1931 | General Robert Bourgeois           |
| 11. | IGC 1925 | Cairo          | 1924-1928 | General Nicola Vacchelli           |
|     |          |                | 1922-1924 | Prince Roland Bonaparte            |
| 10. | IGC 1913 | Rome           |           |                                    |
| 9.  | IGC 1908 | Geneva         |           |                                    |
| 8.  | IGC 1904 | New York &...  |           |                                    |
| 7.  | IGC 1899 | Berlin         |           |                                    |
| 6.  | IGC 1895 | London         |           |                                    |
| 5.  | IGC 1891 | Bern           |           |                                    |
| 4.  | IGC 1889 | Paris          |           |                                    |
| 3.  | IGC 1881 | Venice         |           |                                    |
| 2.  | IGC 1875 | Paris          |           |                                    |
| 1.  | IGC 1871 | Antwerp        |           |                                    |